# Alexa Irvin
Pour les articles homonymes, voir Irvin.
Alexa Irvin, née le 21 juillet 1992 à Prince Rupert, est une kayakiste canadienne.

## Carrière
Aux Jeux panaméricains de 2019, elle remporte la médaille d'or en K4 500 mètres.